# Dziennik Trybuna
Dziennik Trybuna – polski dziennik o profilu lewicowym wydawany w Warszawie od maja 2013. Od sierpnia 2023 ukazuje się wyłącznie w wersji elektronicznej.

## Historia i działalność
Gazeta jest kontynuacją zawieszonej w grudniu 2009 „Trybuny”, która do 1989 nosiła nazwę „Trybuna Ludu”. Numer zerowy dziennika rozpowszechniany był bezpłatnie 1 maja 2013 w trakcie obchodów Święta Pracy, a kolejne egzemplarze pojawiły się w ciągłej sprzedaży od 22 maja 2013. Wydawca podał, że sprzedaż pierwszych trzech numerów dziennika (maj 2013) przekroczyła 13 tys. egzemplarzy. Wraz z rozpoczęciem nowego roku częstotliwość ukazywania się gazety zmalała do trzech wydań w tygodniu.

## Problemy finansowe
30 października 2013 „Gazeta Wyborcza” poinformowała o problemach z wypłacalnością „Dziennika Trybuna”. 30 stycznia 2014 pracownicy redakcji opublikowali informację o odejściu całego zespołu dziennikarskiego z pracy z powodu kolejnej obniżki pensji oraz postępującej redukcji zatrudnienia, jednak po rozmowach z wydawcą część zespołu redakcyjnego wróciła do pracy, a czasopismo nadal się ukazywało.

## Zespół redakcyjny
Stanowisko redaktora naczelnego piastowali kolejno: Robert Walenciak, Agnieszka Wołk-Łaniewska, Grzegorz Waliński, Piotr Gadzinowski, od 2022 roku Michał Piękoś. W kwietniu 2024 roku został nim Julian Mordarski. Sekretarzem redakcji jest Tadeusz Jasiński. Za poszczególne działy odpowiadają: Małgorzata Kulbaczewska-Figat (Polska), Tadeusz Jasiński (zagranica), Andrzej Dryszel (gospodarka) i Jan T. Kowalski (sport).